# Epina dichromella
Epina dichromella là một loài bướm đêm trong họ Crambidae.